# Campeonato Alemán de Fútbol 1922
El Campeonato Alemán de Fútbol 1922 fue la 15.ª edición de dicho torneo. El campeón, Hamburgo SV renunció al título debido a las protestas del FC Núremberg.

## Fase final

### Cuartos de final
| SpVgg 1899 Leipzig | 0 – 3 | FC Núremberg |

| SV Norden-Nordwest 98 | 1 – 0 | FC Viktoria Forst |

| Hamburgo SV | 5 – 0 | Titania Stettin |

| FC Wacker München | 5 – 0 | TG Arminia Bielefeld |

### Semifinales
| FC Núremberg | 1 – 0 | SV Norden-Nordwest 98 |

| Hamburgo SV | 4 – 0 | FC Wacker München |

### Final
| Hamburgo SV | 2 – 2 t.s. | FC Núremberg |

| Hamburgo SV | 1 – 1 t.s. | FC Núremberg |